# Voronoi-diagram
Et Voronoi-diagram er indenfor matematik en opsplitning af det euklidiske plan (2D) i regioner, baseret på afstanden til en specifik delmængde af punkter i planet. For hvert generator-punkt eller frø-punkt (på eng.: seedpoint), er der en region bestående af alle punkter, der ligger tættere på generator-punktet end på noget andet generatorpunkt. Disse regioner kaldes for Voronoi-celler. Begrebet er nært beslægtet med Delaunay triangulation, Dirichlet nedbrydning og Thiessen polygoner med hvem det, i det store og hele deler beviser med.
Diagrammet er opkaldt efter den russiske/ukrainske matematiker Georgij Voronoj.

## Praktisk brug
Voronoi-diagrammer benyttes indenfor forskellige videnskaber som; biologi, kemi, meteorologi, krystalografi, arkitektur og desuden indenfor algoritmisk geometri og materialevidenskab.
| Dodekaeder | Spire Denne artikel om geometri er en spire som bør udbygges. Du er velkommen til at hjælpe Wikipedia ved at udvide den. |